# آرامگاه طاق پینوه
آرامگاه طاق پینوه مربوط به دوره قاجار است و در شهرستان پل‌دختر، بخش مرکزی، دهستان میان کوه غربی، ۱۳۰۰ متری شمال روستای زورآزما واقع شده و این اثر در تاریخ ۲۲ آبان ۱۳۸۶ با شمارهٔ ثبت ۲۰۰۹۵ به‌عنوان یکی از آثار ملی ایران به ثبت رسیده است.